# Kharan (città)
Kharan (in urdu: خاران) è una città del Pakistan, situata nella provincia del Belucistan.